# Bình Long, Võ Nhai
Bình Long là một xã thuộc huyện Võ Nhai, tỉnh Thái Nguyên, Việt Nam.

## Địa lý
Bình Long là một xã thuộc vùng gò đồi nằm ở phía đông nam huyện Võ Nhai, có vị trí địa lý:
- Phía đông giáp tỉnh Lạng Sơn
- Phía tây giáp xã Dân Tiến
- Phía nam giáp tỉnh Bắc Giang
- Phía bắc giáp xã Phương Giao.

Xã Bình Long có diện tích 26,53 km², dân số năm 1999 là 5.569 người, mật độ dân số đạt 210 người/km².
Xã có tuyến tỉnh lộ 242 chạy từ thị trấn Đình Cả nối sang huyện Hữu Lũng thuộc tỉnh Lạng Sơn. Sông Rong (hay sông Rang), một phụ lưu của sông Thương chảy ngang qua xã theo chiều đông - tây trước khi đổ sang tỉnh Bắc Giang. 

## Lịch sử
Sau năm 1975, Bình Long là một xã thuộc huyện Võ Nhai.
Đến năm 2019, xã Bình Long được chia thành 20 xóm: Chợ, Cây Trôi, Phố, Ót Giải, Bậu, Trại Rẽo, An Long, Đại Long, Đông Tiến, Long Thành, Chùa, Đồng Bứa, Chịp, Vẽn, Nà Sọc, Chiến Thắng, Quảng Phúc, Đồng Bản, Đèo Ngà, Bình An.
Ngày 11 tháng 12 năm 2019, sáp nhập xóm Cây Trôi vào xóm Chợ.

## Hành chính
Xã Bình Long được chia thành 19 xóm: An Long, Bậu, Bình An, Chiến Thắng, Chịp, Chợ, Chùa, Đại Long, Đèo Ngà, Đông Tiến, Đồng Bản, Đồng Bứa, Long Thành, Nà Sọc, Phố, Quảng Phúc, Ót Giải, Trại Rẽo, Vẽn.

## Di chỉ
Trong đợt khảo cổ vào tháng 3 năm 2011, đoàn khảo cổ học của Bảo tàng Thái Nguyên và Viện Khảo cổ học Việt Nam đã phát hiện nhiều hang động có dấu tích người Việt cổ sinh sống, và phát hiện hơn 300 di vật đá cùng rất nhiều vỏ ốc bị chặt đuôi, xương, răng động vật và các loại như công cụ chặt thô, nạo, dao, cuốc... ở hang Ốc, xóm Phố, xã Bình Long. Đây là dấu tích của người tiền sử có niên đại cách đây từ 7.000 đến 8.000 năm.